# Whitecaps du Minnesota
Les Whitecaps du Minnesota (en anglais Minnesota Whitecaps) étaient une équipe féminine professionnelle de hockey sur glace domiciliée dans la conurbation de Minneapolis-Saint Paul dans l'État du Minnesota, aux États-Unis. Fondée en 2004, l'équipe a évolué dans la Ligue féminine de hockey de l'Ouest entre 2004 et 2011 puis dans Ligue nationale de hockey féminin entre 2018 et 2023.
L'équipe n'a pas eu de patinoire attitrée pour ses matchs à domicile pendant longtemps mais à la suite de son entrée en LNHF elle s'installe au Tria rink, qui est également la patinoire d'entrainement du Wild du Minnesota.
Elle remporte la coupe Isobel lors de sa première année en LNHF, en 2019.

## Histoire

### Années en Ligue féminine de hockey de l'Ouest (WWHL)
Les Whitecaps sont fondés en 2004  par deux pères de Saint Paul du Minnesota et évoluent dans la Ligue féminine de hockey de l'Ouest (WWHL) à partir de l'automne 2004. Ils veulent offrir à leurs filles respectives - Winny Brodt, joueuse de l'équipe nationale des États-Unis et joueuse universitaire du Golden Gophers du Minnesota et Jenny Schmidgall Potter, quatre fois championnes olympiques pour les États-Unis, un endroit où évoluer après leurs études .
L'équipe remporte 3 championnats au cours de ses saisons en WWHL : 2009, 2010 et 2011, se qualifiant pour jouer le tournoi de la Coupe Clarkson contre les équipes de la Ligue canadienne de hockey féminin (LCHF).
Lors des séries éliminatoires de la saison 2008-2009, les Whitecaps du Minnesota remportent le match de demi-finale 4-0 contre les Chimos d'Edmonton (en). Le lendemain, les Whitecaps battent l'Oval X-Treme de Calgary par un score de 2-0 dans le match à Calgary et deviennent championnes de la ligue pour la première fois. Lors de la Coupe Clarkson 2009, les Whitecaps renversent à la fois le Thunder de Brampton et l'Oval X-Treme de Calgary. Les Whitecaps se rendent alors en match de finale de la Coupe mais sont défaits 3-1 par les Stars de Montréal qui remportent la Coupe Clarkson.
La saison 2009-2010 suivante, les Whitecaps remportent de nouveau le championnat WWHL. Le premier match de la série éliminatoire a lieu le vendredi 5 février 2010 à la patinoire Minnetonka’s Pagel et les Whitecaps battent les Rockies de Strathmore (en) par un score de 6-3. Lors du deuxième match, tenu le samedi 6 février à la patinoire Victory Memorial , les Whitecaps battent Strathmore 4 à 1. Le troisième match tenu le dimanche 7 février, au Graham Arena voit Strathmore gagner de justesse 4-3 sur les Whitecaps. Ces deux victoires en trois matchs permettent aux Whitecaps de remporter le championnat de la ligue et le précieux ticket pour le tournoi de la Coupe Clarkson tenu à Richmond Hill, en Ontario, du 26 au 28 mars. Les Whitecaps en ressortent les grandes vainqueurs du tournoi et battent 4-0 le Thunder de Brampton en match de finale le 28 mars,. C'est la première et seule conquête de la Coupe Clarkson par les Whitecaps du Minnesota
Le parcours des Whitecaps lors de la coupe Clarkson 2011 est plus difficile. Chaque équipe qualifiée doit rencontrer les 3 autres équipes dans une phase de groupe et les deux meilleures s'affrontent dans le match de finale le 27 mars 2011. Les Whitecaps connaissent la défaite dans chacun de leurs 3 matchs de groupe et sont éliminées,,.
Depuis 2007, les Whitecaps ont également deux équipes de développement : juniors U19 et juniors U17.

### Transition vers une équipe indépendante
La Ligue canadienne de hockey féminin (LCHF) annonce le 19 avril 2011 la création d'une nouvelle équipe pour la saison suivante 2011-2012. Cette nouvelle équipe basée à Edmonton et à Calgary est une combinaison des anciennes franchises de la WWHL, le Chimos d'Edmonton et les Rockies de Strathmore. Ceci a pour effet immédiat d'amputer deux clubs à la Ligue féminine de hockey de l'ouest et le directeur des Whitecaps du Minnesota accuse même la LCHF de fermer délibérément une éventuelle participation des Whitecaps au tournoi de la Coupe Clarkson 2012 .
Les Whitecaps doivent envisager une saison de matchs d’exhibition avec les Maple Leafs du Manitoba, la WWHL perdant plusieurs membres importants de son bureau et n'étant pas en mesure d'organiser une saison 2011-2012. Pendant cette année, la ligue recherche de nouvelles équipes pour renforcer le championnat mais n'y parvient pas et doit cesser son activité.

Ancien logo des Whitecaps du Minnesota utilisé jusqu'en 2018

Les Whitecaps deviennent donc une équipe indépendante et leur planning est essentiellement composé de match contre des équipes universitaires de la NCAA. Pendant la saison 2015-2016, à la suite de la création de la Ligue nationale de hockey féminin (LNHF), les Whitecaps jouent quatre matchs d'exhibition contre les quatre nouvelles équipes tout en n'étant pas membre officiel de la LNHF . Pour la saison 2016-2017, l'équipe ne programme aucun match contre la LCHF ou la LNHF mais jouent contre des équipes universitaires de la NCAA et l'école Sainte Mary de Shattuck .
En février 2018, Kate Schipper et Sadie Lundquist sont invitées au match des étoiles et défi de compétences de la LNHF, qui se tient au Tria Rink, dans le Minnesota .

### L'ère de la Ligue nationale de hockey féminin
Le 15 mai 2015, la LNHF annonce avoir conclu un accord pour racheter la franchise des Whitecaps . L'équipe doit rejoindre la ligue en tant que première équipe d'expansion de son histoire, pour la saison 2018-2019. Il est annoncé que les Whitecaps ont embauché l'entraineur Robb Stauber ayant remporté une médaille d'or olympique en 2018 ainsi que sa femme, Shivaun Stauber, et qu'ils partageront le poste d'entraineur en chef, mais les intéressés n'ont jamais signé de contrat . Finalement, un des fondateurs et le directeur général de la franchise Jack Brodt retourne au poste d'entraineur en chef qu'il occupait avant son entrée en LNHF. Il embauche l'entraineur de l'équipe universitaire du Minnesota Ronda Curtin Engelhardt pour l'assister . Le 21 août, l'équipe dévoile son nouveau logo qui accompagne une nouvelle identité visuelle pour leur insertion en LNHF, de nouveaux maillots doivent être dévoilés .
Le même mois, il est annoncé que l'équipe renforce son partenariat avec les Wild du Minnesota de la Ligue nationale de hockey, partageant la patinoire d'entrainement et de nombreuses ressources sur le volet de la promotion, de la communication, des réseaux sociaux, etc . Après une première saison exemplaire où l'équipe termine première de la saison régulière, le Whitecaps arrive à franchir les étapes de séries éliminatoires pour affronter les Beauts de Buffalo en finale le 17 mars. Jouant à domicile, devant une patinoire à guichet fermé (une première pour une finale de coupe Isobel), l'équipe remporte sa première coupe Isobel grâce à un but de Lee Stecklein en prolongation, après un match très serré sur un score final de 2 à 1 .

## Bilans par saisons
| Saison    | PJ | V  | D | N | DP | BP  | BC | Pts | Classement | Séries éliminatoires                                           |
| --------- | -- | -- | - | - | -- | --- | -- | --- | ---------- | -------------------------------------------------------------- |
| 2004–2005 | 12 | 8  | 3 | 1 | -  | 34  | 23 | 40  | 2e place   | Perd en première ronde                                         |
| 2005–2006 | 24 | 11 | 8 | 5 | -  | 79  | 65 | 27  | 3e place   | Perd en finale de la ligue WWHL                                |
| 2006–2007 | 24 | 13 | 9 | 1 | -  | 74  | 64 | 28  | 3e place   | Perd en finale de la ligue WWHL                                |
| 2007–2008 | 24 | 15 | 6 | 1 | -  | 70  | 50 | 33  | 2e place   | Perd en finale de la ligue WWHL                                |
| 2008–2009 | 22 | 18 | 3 | 1 | -  | 181 | 44 | 38  | 1re place  | Championne de la WWHL Perd en finale de la Coupe Clarkson      |
| 2009–2010 | 12 | 10 | 2 | 0 | -  | 44  | 24 | 20  | 1re place  | Championne de la WWHL Remporte la Coupe Clarkson               |
| 2010–2011 | 18 | 17 | 1 | 0 | -  | 120 | 43 | 35  | 1re place  | Championne de la WWHL Dernière du tournoi de la Coupe Clarkson |

| Saison    | PJ | V  | D | DP | BP | BC | Pts | Classement | Séries éliminatoires                                                           |
| --------- | -- | -- | - | -- | -- | -- | --- | ---------- | ------------------------------------------------------------------------------ |
| 2018-2019 | 16 | 12 | 4 | 0  | 53 | 34 | 24  | 1re place  | 5-1 Metropolitan Riveters 2-1 Beauts de Buffalo Championnes de la Coupe Isobel |

## Personnalités

### Joueuses

#### Effectif actuel
| No    | Nom                     | Nat. | Position         | Arrivée                                                     |
| ----- | ----------------------- | ---- | ---------------- | ----------------------------------------------------------- |
| +001, | Julie Friend            |      | Gardienne de but | 2017 - DEC Salzburg Eagles (EWHL )                          |
| +002, | Lee Stecklein           |      | Défenseure       | 2018 - Golden Gophers du Minnesota (NCAA)                   |
| +003, | Jonna Curtis            |      | Attaquante       | 2018 - Wildcats du New Hampshire (NCAA)                     |
| +004, | Chelsey Brodt-Rosenthal |      | Défenseure       | 2018 -                                                      |
| +005, | Winny Brodt-Brown       |      | Défenseure       | 2004 - Golden Gophers du Minnesota (NCAA)                   |
| +006, | Kate Schipper           |      | Attaquante       | 2018 - Golden Gophers du Minnesota (NCAA)                   |
| +007, | Emma Stauber            |      | Attaquante       | 2017 - HV71 (SDHL)                                          |
| +008, | Amanda Boulier          |      | Défenseure       | 2018 - Whale du Connecticut (LNHF)                          |
| +009, | Allie Thunstrom         |      | Attaquante       | 2011 - Eagles de Boston College (NCAA)                      |
| +010, | Brooke White-Lancette   |      | Attaquante       | 2004 - Huskies de Northeastern (NCAA)                       |
| +011, | Lisa Martinson          |      | Attaquante       | 2015 - ERC Ingolstadt (Fraueneishockey-Bundesliga)          |
| +013, | Katie McGovern          |      | Attaquante       | 2018 - Bulldogs de Minnesota-Duluth (NCAA)                  |
| +015, | Meaghan Pezon           |      | Attaquante       | 2010 - Huskies de l'Université d'État de Saint Cloud (NCAA) |
| +016, | Margo Lund              |      | Attaquante       | 2017 - Wildcats du New Hampshire (NCAA)                     |
| +017, | Sadie Lundquist         |      | Attaquante       | 2014 - Beavers de Bemidji State (NCAA)                      |
| +018, | Amy Schlagel            |      | Attaquante       | 2018 - Wildcats du New Hampshire (NCAA)                     |
| +020, | Hannah Brandt           |      | Attaquante       | 2016 - Golden Gophers du Minnesota (NCAA)                   |
| +021, | Amy Menke               |      | Attaquante       | 2018 - Djurgårdens IF (SDHL)                                |
| +022, | Kalli Funk              |      | Attaquante       | 2017 - Göteborg HC (Division 1.)                            |
| +023, | Tanja Eisenschmid       |      | Défenseure       | 2017 - Fighting Hawks du Dakota du Nord (NCAA)              |
| +025, | Lauren Barnes           |      | Attaquante       | 2017 - ERC Ingolstadt (Fraueneishockey-Bundesliga)          |
| +026, | Kendall Coyne           |      | Attaquante       | 2018 - Huskies de Northeastern (NCAA)                       |
| +029, | Amanda Leveille         |      | Gardienne de but | 2018 - Beauts de Buffalo (LNHF)                             |
| +034, | Sydney Rossman          |      | Gardienne de but | 2018 - Whale du Connecticut (LNHF)                          |
| +091, | Haylea Schmid           |      | Attaquante       | 2015 - ERC Ingolstadt (Fraueneishockey-Bundesliga)          |

#### Capitaines
- 2004 - 2006 :
- 2006 - 2008 : Carrie Holldorf
- ?? - En cours : Winny Brodt-Brown

#### Joueuses notables
- Natalie Darwitz (élue la joueuse la plus utile de son équipe pour la saison 2006–2007 dans la WWHL[27])
- Caitlin Cahow (élue la meilleure défenseure de la saison 2008-2009 dans la WWHL[28] et de la coupe Clarkson 2009)
- Lisa Chesson
- Julie Chu (nommée la meilleure joueuse esprit sportif de la coupe Clarkson 2009 et joueuse la plus utile à son équipe lors de la coupe Clarkson 2010)
- Brooke White-Lancette (désignée la joueuse du match de la finale de la coupe Clarkson 2010)
- Molly Engstrom
- Manon Rhéaume
- Gigi Marvin
- Jenny Schmidgall-Potter
- Angela Ruggiero
- Karen Thatcher

#### Choix de premier tour
Ce tableau permet de présenter le premier choix de l'équipe lors du repêchage d'entrée de la LNHF qui a lieu chaque année depuis 2015.
| Année | Joueuse      | Choix       | Équipe junior                      |
| ----- | ------------ | ----------- | ---------------------------------- |
| 2018  | Kelly Pannek | 4e au total | Golden Gophers du Minnesota (NCAA) |

### Dirigeants

#### Entraineurs chefs
- 2004 - 2016 :
- 2016 - 2018 : Laura Halldorson [30],[31]
- 2018 - En cours : Jack Brodt

#### Directeurs généraux
| No | Nom           | Engagement | Départ   | Remarques |
| -- | ------------- | ---------- | -------- | --------- |
|    | Rick Albrecht | 2007       | ???      |           |
|    | Jack Brodt    | 2018       | En cours |           |